# San Pellegrino (agua)
San Pellegrino (también estilizado como S. Pellegrino) es una marca de agua mineral natural originaria de Italia, propiedad de Sanpellegrino S.p.A., empresa que forma parte del grupo Nestlé Waters desde 1999.
El agua carbonatada S. Pellegrino es obtenida de un manantial termal ubicado en San Pellegrino Terme, en los Alpes italianos, próximo a la ciudad de Bérgamo. Esta fuente termal era apreciada ya en el medievo; se cuenta que Leonardo Da Vinci en 1509 viajó a San Pellegrino para probar su milagrosa agua.